# 后汉皇陵
后汉皇陵，是位于河南省禹州市的皇家陵墓。2013年5月，被国务院列入第七批全国重点文物保护单位名单中。

## 简介
后汉皇陵是禹州市唯一的皇家陵寝。它位于禹州市苌庄乡柏村柏嘴山，现存有五代后汉高祖刘知远睿陵、后汉李氏高后陵和后汉隐帝刘承祐颍陵，是一处保存较为完整的五代后汉帝后墓群。